# 마에바라 잇세이

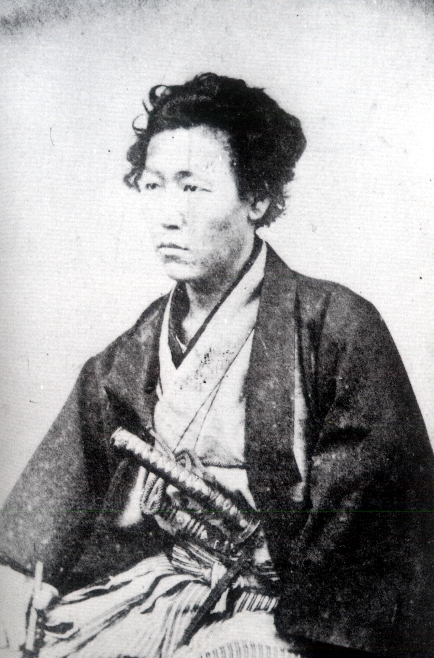
마에바라 잇세이 초상(촬영시점 불명)

마에바라 잇세이(일본어: 前原一誠)는 에도 막부 말기부터 메이지 시대 초기까지 활동한 죠슈 번사이자 유신 지사다. 쇼카손주쿠(松下村塾)의 맏사형으로 요시다 쇼인의 제자였으며 간성대(干城隊) 대장으로 막부 타도의 공이 커 일본에서는 유신 10걸 중 한 사람으로 추앙된다. 메이지 유신 성공 후 참의에 올랐다. 그러나 기헤이타이(奇兵隊) 해체 때 해직자 반란에 대한 정부의 무자비한 탄압에 항의하다 낙향한 후 하기의 난을 일으켰다. 반란에 실패한 그는 1876년 야마구치 지방법원 하기 출장소에서 참수된다. 사후 40주기 때 메이지 유신의 공으로 종4위에 추증됐다(1916년 4월 11일 수여). 통칭 야타로(八十郎) 혹은 겐타로(彦太郎).

## 일생
1834년(덴포 5년) 나가토국 쓰치하라 촌(土原村, 지금의 야마구치현 하기시)에서 죠슈 번사인 사세 히코시치(佐世彦七, 봉록 47석)의 장남으로 태어나 마에바라 가문에 입양됐다. 마에바라 씨의 시조는 센고쿠 시대 때 아마고 십용사(尼子十勇士) 중 하나인 요네하라 쓰네히로(米原綱寛)다.
1839년(덴포 10년) 아사군(厚狭郡) 군청의 아전(郡吏)이 된 아버지와 함께 후나키 촌(船木村) 사택으로 이사갔다. 거기서 하기시 시내까지 공부하러 다녔다.
1851년(가에이 4년) 다시 후나키 촌 본가로 돌아와 도기제조 및 집안 농사일을 도왔다.
1857년(안세이 4년) 구사카 겐즈이, 다카스기 신사쿠 등과 함께 쇼카손주쿠(松下村塾)에 다녔다. 스승 요시다 쇼인이 3년 후 서양에 밀항을 시도하다 붙잡혀 처형된 후 폐교가 되자 나가사키까지 가서 서양학을 배웠다. 그리고 죠슈 번 내에 서양식 학교인 박습당(博習堂,하쿠슈도)이 건립되자 다시 집으로 돌아왔다.
1862년(분큐 2년) 번정 개혁이 미뤄지고 보수파 인사들이 권력을 잡자 탈번 후, 구사카 등과 같이 번내 보수 인사 중 하나인 나가이 우타(長井雅楽) 암살을 꾸민다.
1863년(분큐 3년) 탈번이란 사족 신분을 포기한다는 말이라 그 역시 유히쓰야쿠(右筆役,행정서사-공문서 대필) 일도 하고 분큐 정변으로 교토에서 죠슈 번으로 쫓겨온 일곱 공경(公卿) 거처에 용달도 했다.(七卿方御用掛) 그러다 다카스기 등 동지들과 함께 시모노세키에서 구데타를 일으켜 성공하고 간성대(干城隊) 대장으로서 막부 타도 운동에 매진했다. 1차 죠슈 정벌 때는 오구라 방면군 참모로서 막부 군에 맞서는 등 메이지 유신까지 많은 전공을 세웠다.
1868년(메이지 원년) 보신 전쟁에는 호쿠에쓰 전쟁(北越戦争)까지 참전해 나가오카 성(長岡城) 공략전 등 아이즈(会津) 방면에서 참모로 활약했다.
1870년(메이지 3년) 각 번의 사병들이 일본군으로 흡수된 후 그도 은상(賞典禄)으로 600석 영지를 하사받았다. 에치고 지방법원 판사에 임명됐고 일본 중추원 참의(参議)에 올랐다. 오무라 마스지로가 암살된 후 병부대보(兵部大輔, 국방부 차관)을 겸했지만 업무 태만으로 탄핵되기도 했다. 또한 징병제 실시에 반대해 기도 다카요시(木戸孝允,가쓰라 고고로)와 갈등을 빚었다. 결국 징병제를 지지하는 야마가타 아리토모 등에게 밀려 낙향했다.
1876년 메이지 신정부가 죠슈 번 군대를 해체하는 과정에서 3천 여 해직자들에게 아무런 보상도 없이 정리해고하자 강하게 반발하고는 신정부에서 소외된 불만 사족들을 모았다. 오쿠다이라 겐스케(奥平謙輔) 및 쇼카손주쿠 옛 동문들을 모아 순국군(殉国軍)을 결성하고 하기의 난을 일으켰다. 지역 군량고를 탈취하는 등 성과를 올렸으나 곧 진압됐다. 반란 실패 후 체포돼 참수형에 처해졌다. 향년 43세.
그는 시로 다음과 같은 유언을 남겼다고 한다.
- 吾今国の為に死す、(내 지금 나라를 위해 죽네)
- 死すとも君恩に背かず。(죽더라도 임금의 은혜를 등질 수 없도다)
- 人事通塞あり、(인간사 통하면 막히는 일도 있느니)
- 乾坤我が魂を弔さん。(천지 나의 혼에 조의를 표하노라)

이런 수수께끼(이중 의미를 담아 남기는 말)도 남겼다.
- これまではいかい御苦労からだどの よびだしの声まつむしや秋の風 。

예를 들어 여기서 いかい는 수많은이란 뜻도 되고 유언(遺誡, いかい) 혹은 저승(異界,いかい)으로 해석될 수 있다.

그의 유해는 야마구치현 하기시의 고보지(弘法寺)에 안장됐다.

## 기타 가족
고쿠시 센키치(国司仙吉)- 유신지사, 아키타 현령(秋田県権令), 배다른 여동생의 아들

## 등장작품
- NHK 대하드라마 화신(花神) - 1977년 작, 에하라 세이지(江原正士) 粉
- 막부말기 청춘그라피티(青春グラフィティ) Ronin 사카모토 료마(坂本竜馬) - 1986년 작, 이시다 준이치(石田純一) 粉
- 불꽃처럼(炎の如く)・요시다 쇼인(吉田松陰) - 1991년 작, 요시다 츠구아키(吉田次昭) 粉
- NHK 대하드라마 꽃 타오르다(花燃ゆ) - 2015년 작, 사토 류타(佐藤隆太) 粉

## 참고 자료
쇼카손주쿠의 메이지유신, *부제: 근대일본을 지탱해온 인물들(『松下村塾の明治維新 : 近代日本を支えた人びと』), 우미하라 도루(海原徹), 미네르바 쇼보(ミネルヴァ書房) 1999년 간행, ISBN 462302962X

## 같이 보기
- 사토 노부히로 (1816년)(佐藤信寛)
- 사세 기요무네